# 長屋宏和
長屋 宏和（ながや ひろかず、1979年12月31日 - ）は、東京都渋谷区出身のレーシングドライバー、ファッションデザイナーである。ピロレーシング代表。

## 人物
昭和女子大学附属昭和幼稚園、昭和女子大学附属昭和小学校、笹塚中学校、堀越高等学校卒業。
14歳から八王子市片倉のDAY DREAMでレーシングカートを始め、2年後、世田谷区上祖師谷のカブヤマレーシングに移籍し、1996年地方カート選手権関東東、1997年・1998年全日本カート選手権、ワールドカップに参戦。ICAクラス3位表彰台獲得。
1999年は「エルフ（elf）スカラシッププログラム」（フランスのレーシングスクール「ラ･フィリエール」に日本人を送り込み「勝てるF1ドライバー」を育てようと言うプログラム）でフォーミュラルノーキャンパスに参戦。最終戦3位表彰台獲得。
2000年、2001年は帰国し、フォーミュラドリームに参戦。シリーズ3位。
2002年は戸田レーシングから全日本F3選手権に参戦。

### 大クラッシュ、そしてレース復帰
2002年10月13日に鈴鹿サーキットで行われたF1世界選手権日本グランプリ前座レースのフォーミュラ・ドリームに全日本F3ドライバーとしてゲスト参戦した。しかしレース2周目のスプーンカーブ手前で、英国F3から同じくゲスト参戦していた細川慎弥のマシンと接触。細川のマシン後輪に乗り上げフロントノーズからサンドトラップに着地した。衝撃が吸収されなかったマシンは縦に6回転半したのち、タイヤバリアを飛び越え、中継用カメラの櫓にぶつかり（カメラマンは幸いにも難を逃れた）さらにその後方の観客席フェンス上部へと衝突した。この大クラッシュで頸髄損傷四肢麻痺C6の重度障害者となる。
鈴鹿中央病院に1ヶ月半、東京厚生年金病院に半年、国立リハビリテーションセンター病院に半年、シアトルのユニバースシティーワシントン病院に3か月、国立リハビリテーションセンター病院に半年、合計2年弱入院。
退院後、2004年12月5日、無限プレイングカートフェスティバルでレース復帰。指の使えないドライバーがカートレースに出場し無事完走という世界初の快挙を成し遂げる。
2005年5月、「いつも自分の好きな洋服を着たい」という気持ちから、既製服補正業40年以上の実績をもつ、母・恵美子の技術と、自身のアイデアを組み合わせ、チェアウォーカー（車椅子生活者）・ファッションブランド「ピロレーシング」を立ち上げる。
同年9月、ピロレーシングファッションショーを開催し、TBS「夢の扉 〜NEXT DOOR〜」で取り上げられ注目を集める。お尻に縫い目のない、チェアウォーカーにやさしいだけでなくファッションとしてもクオリティの高いジーンズを開発・販売。現在、ピロレーシングの商品開発に取り組みながら、F1チャンピオンの夢に向かい訓練を続けている。
2008年、株式会社バンダイナムコゲームスと「車いすに座ったままでも遊べるアーケードゲーム機」を共同開発。eスポーツという言葉ない時代から、「バーチャルの世界には本当のバリアフリーがある」と訴えた先駆者。
2010年8月12日、富士スピードウェイでK4-GPに出場し完走。
同年9月11日、三越銀座店4階に常設店舗「リフォームサロン　アトリエロングハウス」出店。2023年銀座三越3階に移転。
ファウスト A.G. アワード2010社会貢献活動賞受賞。
2012年、レッドブルボックスカートレース参戦。世界初の障害者参戦。
2013年、青年版国民栄誉賞にあたる人間力大賞グランプリ受賞、内閣総理大臣奨励賞受賞。
2014年、秋の園遊会に参列。天皇から「おことば」をかけられる。
北京、バンクーバー、ロンドン、ソチ、リオデジャネイロ、平昌、東京、北京パラリンピックの8大会で、ピロレーシング商品の車椅子レインコートを車椅子利用全選手に提供。
2015年、2016年、ツインリンクもてぎで開催のK-TAIエンジョイクラスにレース参戦。
2017年、2018年、2019年、ヴィッツレースで勝木崇文選手、廣島嵩真選手の監督。
2019年、手動車椅子で富士登山挑戦。ヤマハ発動機と車椅子メーカーのミキとの共同開発で富士登山専用車椅子の開発。ブル道の使用許可を得て、8合目まで登り、諦めない気持ちを持ち続ける。
2020年，2021年、2022年、86/BRZカップ クラブマンシリーズ で勝木崇文選手の監督。シリーズチャンピオン獲得。
2022年9月、eモータースポーツ手動装置を開発し、レース参戦。
2023年1月、TBS「サンデージャポン」で5年間の密着取材が取り上げられる。
同年9月、レノボ・ジャパンeスポーツアンバサダーに就任。F1日本グランプリに向けた渋谷F1イベント「Lenovo All Players Challenge」を開催。
9月、トヨタ自動車と共同開発した遠隔運転、新操作開発を担当。
2023年10月、テレビ東京「ワールドビジネスサテライト」にトヨタ自動車と開発が取り上げられる。
2024年1月、日本eスポーツアワードプレゼンターとして登壇。
9月、前年同様、トヨタ自動車と共同開発した遠隔運転、新操作開発を担当。
2025年2月、日本テレビ「MY TURNING POINT」出演。
2月、子供達に伝えたいという想いが叶い、クラウドファンディングで達成した本人を題材にした絵本「ジーンズをはきたい！」出版イベント開催。
また、全国各地で講演、トークイベント活動を行っている。

## 受賞
- ファウスト A.G. アワード2010社会貢献活動賞受賞
- 2013年、人間力大賞グランプリ受賞、内閣総理大臣奨励賞受賞

## 著書・DVD
- それでも僕はあきらめない(大和出版/ISBN 978-4804761435)
- それでも僕は夢を追い続ける(TSUTAYAビジネスカレッジ/ASIN B00H3UHX3W)
- ジーンズをはきたい！

## モデル
- ミズノレーシングスーツモデル